# Ставчанський Михайло Михайлович
Ставчáнський Михáйло (Емануḯл) Михáйлович (22 квітня 1927 року, Подільська губернія, УСРР — 5 червня 1994 року, Кіровоградська область, Україна) — український педагог, методист з трудового навчання, організатор виробничого навчання.
Новатор, один з перших в Україні та  союзній державі був ініціатором щодо створення центру виробничого навчання учнівської молоді у м. Гайвороні Кіровоградської області.
Захоплювався музикою, грав на декількох духових інструментах.

## Життєпис
Народився 22 квітня 1927 року у селі Хащувате Гайсинського повіту Подільської губернії. Батько — Ставчанський Михайло Семенович (1902—1973), сестра — Ставчанська Зінаїда Михайлівна (1934—1972).
У період 1934—1941 роках навчався у Голованівській середній школі.
Під час Другої світової війни з 1941 по 1944 роки був евакуйований з України, проживав разом з матір’ю у м. Ташкент.
У 1944 році призвали до служби в армії, та звільнений у 1949 році.
Після військової служби працював вчителем музики Хащуватської середньої школи у 1949—1950 роках.
У 1952 році закінчив Моршанський учительський інститут Тамбовської області за спеціальністю «Учитель історії». Після закінчення працював учителем історії у середній школі с. Ракша Тамбовської області (1952—1953).
З 1953 по 1960 роки — директором середньої школи с. Солгутове Гайворонського району Одеської, з 1954 року — Кіровоградської області.
У 1960—1962 роках працював учителем історії Гайворонської середньої школи № 5.
У 1962 році його призначають завідуючим Гайворонських міжшкільних навчально-виробничих майстерень, які були створені у липні 1961 році відповідно до рішення Гайворонського райвиконкому про організацію виробничого навчання учнів 8—10 класів міських шкіл.
З 1973 по 1987 роки працював директором Гайворонського міжшкільного навчально-виробничого комбінату (МНВК).
Під його керівництвом діяльність Гайворонського МНВК отримало визнання на державному рівні, досвід був схвалений Міністерствами освіти УРСР та союзної держави, узагальнений педагогічною наукою. За досвідом в комбінат щороку приїздили делегації з усіх республік країни, Польщі, Болгарії, Монголії, НДР і інших.
Протягом 1987—1994 років працював методистом з профорієнтації Гайворонського МНВК.
Помер 5 червня 1994 року та похований в місті Гайвороні Кіровоградської області.

## Досягнення
За ініціативи М. М. Ставчанського у 1961 році в м. Гайвороні уперше в УРСР та  союзної держави було створено центр виробничого навчання учнівської молоді.
У 1973 році рішенням Ради Міністрів УРСР в областях були створені МНВК за моделлю Гайворонського МНВК.
У 1974 році Міністерством освіти СРСР було затверджено типове положення про МНВК як навчально-виховні установи.
У березні 1977 року в Москві у приміщенні Академії педагогічних наук відбулось спільне засідання Вчених рад НДІ трудового навчання і профорієнтації АПН СРСР і НДІ педагогіки Міністерства народної освіти УРСР за участю президента АПН СРСР В. М. Столєтова, присвячене досвіду трудового виховання школярів Кіровоградської області. Практично засідання зосередило свою увагу на ознайомленні з досвідом роботи по трудовому вихованню школярів в Гайворонському МНВК.

## Методична діяльність
За ініціативи М. М. Ставчанського при підтримці Кіровоградського обласного відділу народної освіти у серпні 1968 року було відкрито станцію юних техніків, яка стала структурним підрозділом міжшкільних майстерень. Пізніше на базі майстерень була відкрита станція юних натуралістів.
Кабінетом підвищення кваліфікації керівних кадрів було узагальнено та направлено на ВДНГ СРСР матеріали з досвіду роботи Гайворонського МНВК з питань удосконалення системи трудового навчання і професійної орієнтації учнів (1976 рік).  
Учні з 20 шкіл Гайворонського району вивчали в середньому до 15 професій, були охоплені роботою у різних гуртках науково-технічного, натуралістичного та спортивно-технічного профілів. Мережа  складалася з таких гуртків: автомобільний, радіотехнічний, авіа-модельний, судно модельний, мотоциклетний, фізико-технічний, електроніки і телемеханіки, радіооператорів, електротехнічні, картингістів, юних овочівників, садоводів, квітникарів, столярної різьби по дереву, юних хіміків, фотолюбителів, кінодемонстраторів, крою та шиття. 
У 70-х роках разом з заступником завідувача відділу народної освіти Кіровоградського обласного виконкому Борисом Павловичем Хижняком він брав участь в обґрунтуванні концепції інтеграції міжшкільних майстерень у міжшкільні навчально-виробничі центри.
На початку 80-х років за ініціативи М. М. Ставчанського на базі Гайворонського МНВК було організовано військовотехнічну підготовку старшокласників всіх середніх шкіл. В школах міста Гайворона були обладнанні опорні кабінети початкової-військової підготовки, збудований типовий 200 метровий стрілецький тир. Така форма організації початкової військової підготовки була підтримана Міністерством оборони СРСР. 
Був ініціатором та у подальшому намагався створити:
- учбове господарство для проходження виробничої практики;
- мініатюрний завод з виготовлення шкільних приладів та обладнання;
- дитячу залізницю між станціями Гайворон та Хащувате.

На базі Гайворонського МНВК систематично проходили науково-практичні республіканські, обласні конференції з проблем трудового, профільного навчання, професійної підготовки учнів, які організовувались Академією педагогічних наук України, Кіровоградським обласним управлінням народної освіти, Кіровоградським обласним комітетом профспілки працівників освіти і науки тощо.
Він товаришував та співпрацював з багатьма відомими діячами, педагогами та методистами, керівниками України та країни, зокрема важливими у методичній діяльності були напрацювання з педагогом, організатором освіти Борисом Павловичем Хижняком, ведучим методистом, дослідником і теоретиком основ з підвищення ефективності сучасного уроку як основної форми навчально-виховного процесу, Миколою Миколайовичем Гонтаруком та головою обласної організації профспілки працівників освіти і науки України, заслуженим працівником освіти України Світланою Леонідівною Скалько.

## Сімейне життя
Дружина — Ставчанська Жанна Борисівна (22.01.1933—4.08.2010), вчитель-методист, працювала учителькою української мови Гайворонської середньої школи № 1. Разом з завідувачем Гайворонського райвно Іваном Левковичем Мудрим брала участь в урочистій реєстрації народження Олександра Гонтарука, до якого все своє життя відносилась як до рідної дитини.
Власних дітей не було.

## Нагороди
1. Медаль «За перемогу над Німеччиною у Великій Вітчизняній війні 1941—1945 рр.»;
2. Грамота Президії Верховної Ради УРСР (1974);
3. Орден Трудового Червоного Прапору[7] (1978);
4. Орден Вітчизняної війни 2 ступеня (1985);
5. Відзнака «Відмінник народної освіти УРСР» Міністерства народної освіти Української РСР (1972);
6. Відзнака «Відмінник освіти СРСР» (1981);
7. Медаль К. Д. Ушинского (1975).